# Vasilij Sergeevič Smirnov
Vasilij Sergeevič Smirnov (in russo Васи́лий Серге́евич Смирно́в?; Mosca, 24 agosto 1858 – Mosca, 29 dicembre 1890) è stato un pittore russo di stile accademico, che dipinse soprattutto quadri storici.
Si diplomò alla Scuola di pittura, scultura e architettura di Mosca e all'Accademia di belle arti di San Pietroburgo, e gli fu assegnata una borsa di studio di 4 anni in Italia. Per il dipinto La morte di Nerone nel 1888 gli fu conferito il titolo di pittore accademico, ma la morte all'età di 32 anni troncò la sua carriera. Alcune sue opere sono conservate alla Galleria Tret'jakov e al Museo di Stato russo. Nonostante la sua inclinazione formale verso i temi accademici, Smirnov risolse i temi tradizionali utilizzando metodi innovativi, che si riflettevano nella sua tecnica pittorica e nelle tecniche artistiche da lui utilizzate.

## Biografia

### Formazione
Nato il 24 agosto 1858 a Mosca nella famiglia di un nobile ereditario - ciambellano della Corte imperiale e capo della nobiltà del distretto di Klin, in cui si trovava la tenuta di famiglia. La famiglia viveva in una casa di proprietà su Via Prečistenka, sul Troickij pereulik. Frequentò il 5º ginnasio classico di Mosca. La scelta della sua professione fu influenzata dall'artista Vasilij Grigor'evič Perov, amico della famiglia Smirnov. Prima di terminare gli studi ginnasiali, il diciassettenne Vasilij entrò alla Scuola di pittura, scultura e architettura di Mosca nel 1875. Mentre studiava nella classe di Perov, apprese l'importanza e la preferenza dei soggetti in pittura, che divennero una delle caratteristiche distintive della sua arte. Alla scuola gli furono assegnate piccole medaglie d'argento per il disegno e lo schizzo dal vero; partecipò alla prima mostra studentesca della Scuola nel 1878-1879.
Nel settembre 1878, Smirnov, "accademico della Scuola di Mosca", si iscrisse all'Accademia imperiale di belle arti di San Pietroburgo, pur mantenendo legami con Mosca. Espose le sue opere alla Seconda e alla Terza mostra studentesca. Sebbene i suoi dipinti di questo periodo non siano sopravvissuti, alcune opere grafiche e pittoriche sono menzionate nei cataloghi pubblicati della Terza Mostra. Solo negli anni '50 in una delle collezioni private fu scoperto uno schizzo di Smirnov intitolato “Contadino con bastone”.

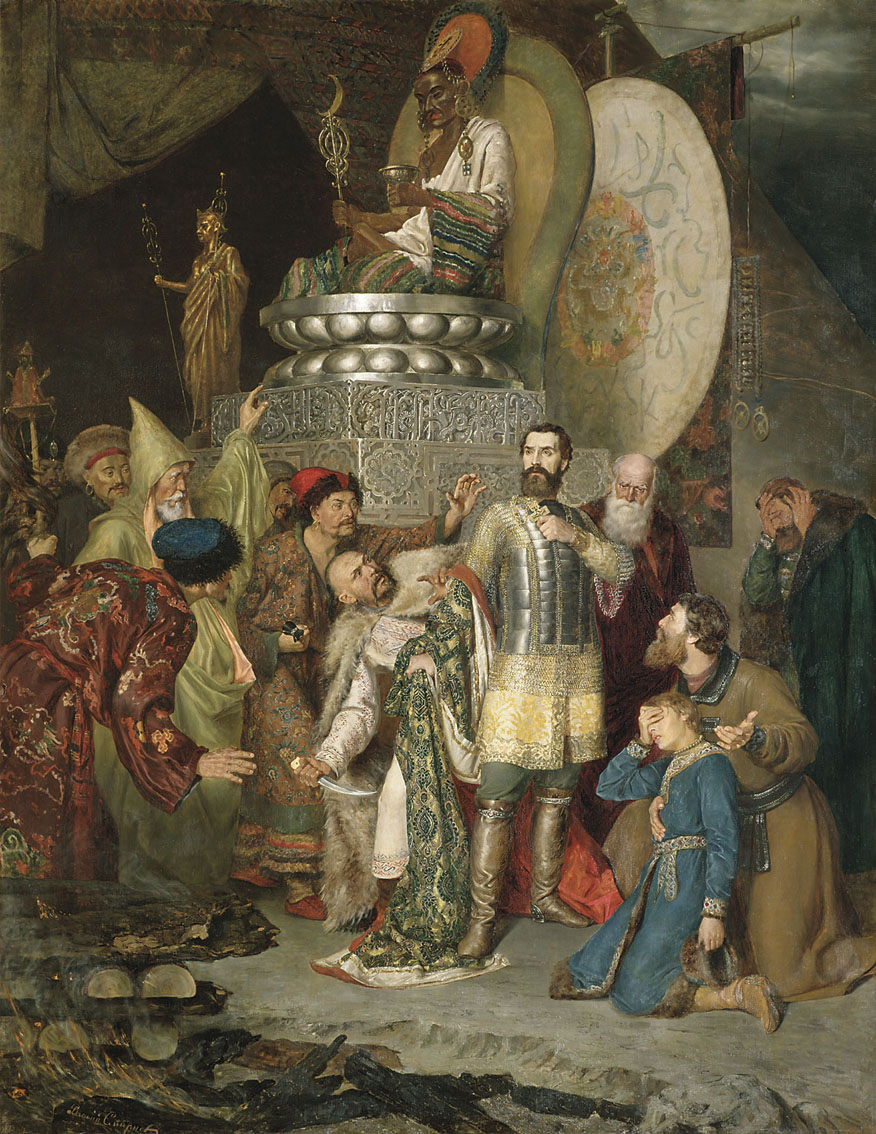
Il principe Michele di Černihiv di fronte al quartier generale di Batu Khan, Galleria Tret'jakov, 1883

A San Pietroburgo, Smirnov studiò nella bottega di Pëtr Michajlovič Šamšin. Inoltre, si distinse nelle classi accademiche di Pavel Petrovič Čistjakov, ma non era tra i suoi studenti più vicini. Per i suoi successi artistici, nel 1880 ricevette grandi medaglie d'argento per uno schizzo e un disegno dal vero, e nel 1882 ricevette una piccola medaglia d'oro per il ciclo "Il ritorno del figliol prodigo alla casa di suo padre". In questo periodo si scoprirono seri problemi di salute dell'artista, che nel 1882 ottenne il congedo dall'Accademia a causa di "catarro cronico dei polmoni".
Nel 1883 Smirnov fu ammesso al concorso per una grande medaglia d'oro, che gli diede il titolo di pittore di classe (klassnyj chudožnik) e il diritto a un viaggio di studio all'estero. Per il quadro Il principe Michele di Černihiv di fronte al quartier generale di Batu Khan ottenne il massimo premio, il titolo di artista di classe di 1º grado e il diritto a una borsa di studio in Europa per quattro anni a spese dell'Accademia. Il lavoro di diploma di Smirnov ricevette l'approvazione di Il'ja Efimovič Repin.

### Soggiorno in Italia
Smirnov partì per l'Italia passando per Vienna, seguendo il percorso abituale dei borsisti dell'Accademia. Dopo aver visitato Venezia, Padova, Bologna e Firenze, nel maggio 1884 l'artista si stabilì a Roma. Con l'arrivo del caldo intenso scelse di trasferirsi a Torino, visitando con gli amici una mostra d'arte industriale, e da lì fece proseguì per il Salon di Parigi, ove conobbe l'opera di Ernest Meissonier e Mihály Munkácsy. Da Parigi andò a Londra; dopo l'Inghilterra, visitò musei e centri d'arte nei Paesi Bassi, in Germania e nel Paese Ceco. Ritornato in Italia in autunno, Smirnov si stabilì con Vasilij Savinskij, anch'egli borsista dell'Accademia, arrivato a Roma un anno prima. Savinskij, un allievo di Čistjakov, lavorava sotto la diretta supervisione del maestro, ricevendone lettere di istruzioni dettagliate. C'è motivo di credere che il tutoraggio abbia avuto un impatto significativo sullo sviluppo di Smirnov. In ogni caso, nella corrispondenza tra Čistjakov e Savinskij, Smirnov veniva costantemente menzionato: anche l'insegnante di Savinskij era interessato ai suoi progetti creativi.
Nell'estate del 1885 Smirnov lavorò agli scavi di Pompei, realizzando numerosi schizzi. Fu allora che la sua arte ebbe una svolta, che lo portò ad appassionarsi ai soggetti antichi. A quel tempo, Smirnov stava studiando il soggetto degli Apostoli Pietro e Giovanni al Santo Sepolcro, ma all'inizio del 1886 abbandonò il lavoro che aveva iniziato su consiglio dell'accademico Valerij Ivanovič Jakobi, venuto a Roma per valutare i lavori dei giovani artisti. Per documentare il suo soggiorno di due anni in Italia, Smirnov presentò 19 opere, principalmente studi su temi classici. Allo stesso tempo, la corrispondenza menziona per la prima volta l'idea di un dipinto sulla morte dell'imperatore Nerone, la cui realizzazione durò circa due anni.
Nel 1887 Smirnov completò il dipinto Il trionfo di Poppea su Ottavia, il cui soggetto era legato alla biografia di Nerone. Raffigura il momento in cui Poppea, seconda moglie di Nerone, riceve in dono la testa della prima moglie, Claudia Ottavia. Era un'opera di prova per il terzo anno di borsa di studio. Le autorità accademiche, in generale, approvarono il dipinto, anche se Čistjakov notò che "i volti... sono tratteggiati in modo piuttosto approssimativo". Il dipinto non fu acquistato dalle autorità accademiche e fu inviato per due anni a una mostra itinerante nelle città di provincia russe. La sua ubicazione attuale è sconosciuta.

## Ritorno in Russia e morte

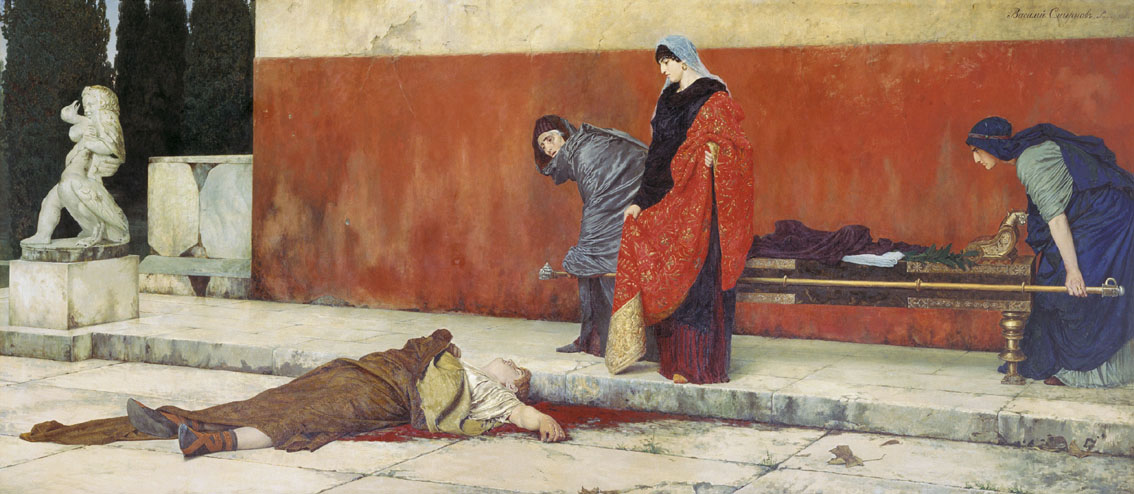
La morte di Nerone, 1886—1888

Nell'estate del 1887 Smirnov interruppe il soggiorno in Italia e ritornò per qualche tempo in Russia, presumibilmente a causa della morte del padre. Per il resto del tempo condusse la vita ordinaria di un borsista a Roma, studiando a fondo le antichità romane, senza trascurare l'arte contemporanea. Smirnov era particolarmente interessato agli artisti spagnoli che lavoravano in Italia.
L'opera finale del soggiorno di studio fu La morte di Nerone, completata nel 1888. La tela fu inviata a San Pietroburgo in autunno e il 31 ottobre 1888 il Consiglio dell'Accademia delle belle arti attribuì a Smirnov il titolo di pittore accademico. Successivamente il dipinto fu esposto all'Esposizione Accademica del 1889, ricevette premi e onorificenze e fu acquistato dall'imperatore Alessandro III.
Nel gennaio 1889 Smirnov ricevette l'incarico di professore aggiunto soprannumerario presso le classi di disegno dell'Accademia delle belle arti, ma nell'ottobre dello stesso anno, a causa della tubercolosi, fu costretto a tornare in Italia. Ebbe ancora la forza di lavorare su alcuni bozzetti a Pompei nel 1889. Nell'ultimo anno della sua vita, iniziò a lavorare al dipinto La visita mattutina dell'imperatrice di Bisanzio alle tombe dei suoi antenati, di cui produsse il primo schizzo nel 1884. Il clima italiano non ebbe lo sperato successo sulle sue condizioni di salute. Già in gravi condizioni, l'artista trentaduenne decise di tornare nella tenuta di famiglia, ma il 29 dicembre 1890 morì durante un viaggio in treno tra le stazioni suburbane moscovite di Kubinka e Golicyno, in un vagone ferroviario.
Dopo la morte di Vasilij Smirnov, suo fratello ne divenne esecutore testamentario e vendette La visita mattutina dell'imperatrice di Bisanzio al collezionista Pavel Michajlovič Tret'jakov. Nell'ambito dell'esposizione accademica del 1891 venne organizzata una mostra personale con circa 50 opere, tra cui schizzi e l'incompiuta Visita mattutina.

## Caratteristiche

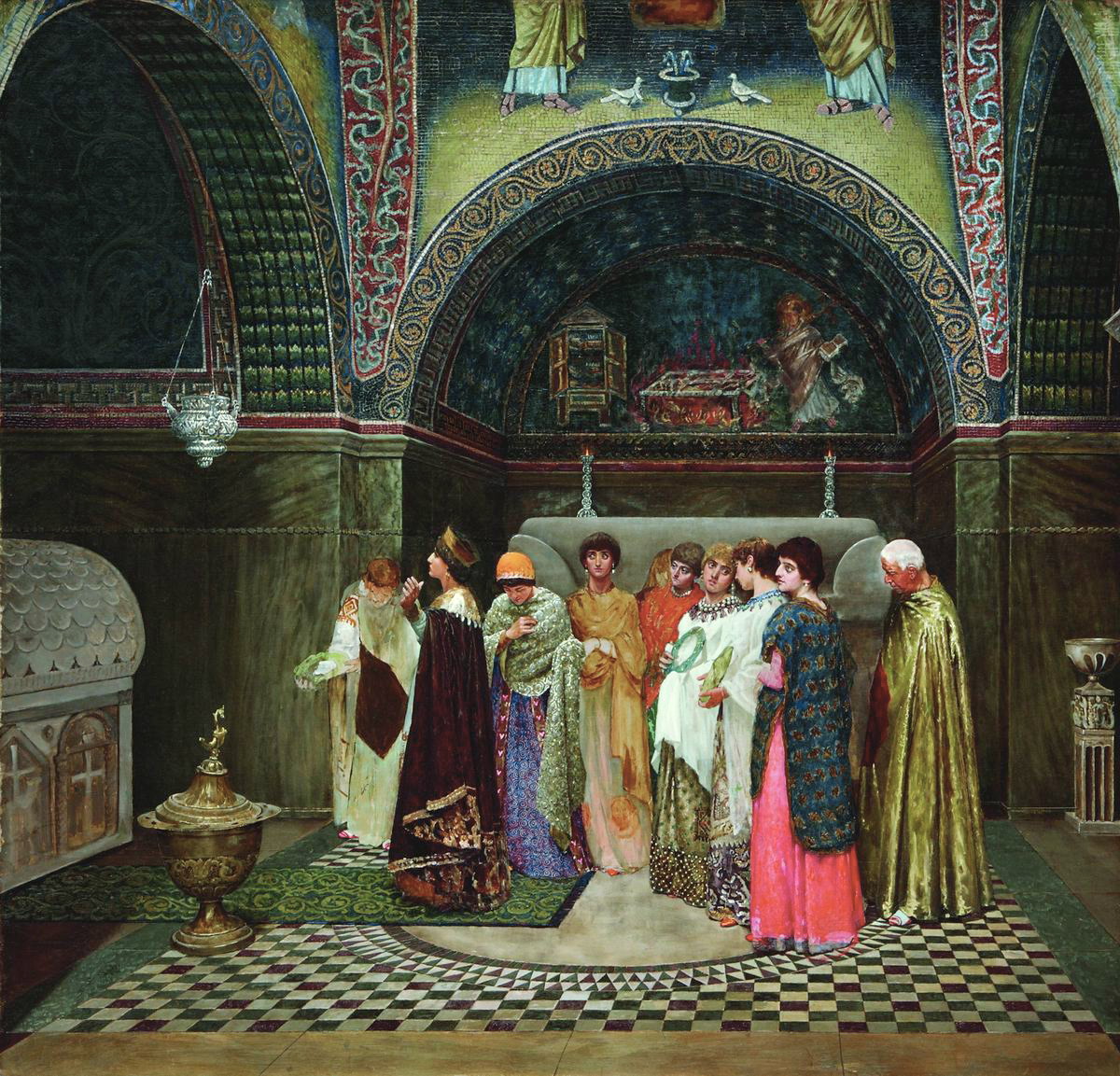
La visita mattutina dell'imperatrice di Bisanzio alle tombe dei suoi antenati, 1889 — 1890

La trasformazione di Smirnov in un artista indipendente avvenne durante il soggiorno di studio in Italia, durante il quale in quattro anni ha realizzato due grandi dipinti e diverse dozzine di schizzi e studi. Secondo Natal'ja Nikolaevna Mamontova, un'importanza speciale ebbero gli studi pompeiani del 1885-1887, che testimoniano lo sviluppo dell'artista e l'esperienza della pittura en plein air. È in questi schizzi che si può determinare quando e come Smirnov si è rivolto ai metodi della pittura pastosa, in cui la trama in rilievo nelle aree illuminate della tela cede alla pittura trasparente nei frammenti ombreggiati.
Smirnov, come rappresentante dell'accademismo, seguì il percorso di assimilazione delle forme monumentali dei suoi predecessori, ma il suo pensiero artistico si è sviluppato in modo diverso, determinato dal suo interesse e dalla familiarità con le ultime tendenze artistiche. Secondo Mamontova, «l'artista sembra esitare nella scelta tra le tendenze impressionistiche incarnate nel disegno e quelle decorativo-simboliste del dipinto». Un esempio di soluzione artistica decorativo-simbolista è stata l'opera più significativa di Smirnov, La morte di Nerone. Nell'ultimo terzo del XIX secolo, le storie antiche dedicate alla lotta tra cristianesimo e paganesimo furono spesso risolte in linea con l'antitesi "alla moda" (secondo la definizione di Elena Nesterova) fra "Cristo e Anticristo". Tra gli itineranti russi prevaleva il tema di Cristo, mentre i rappresentanti del movimento accademico si rivolgevano al tema dell'Anticristo, espresso nell'immagine di Nerone. Secondo Nesterova, quando dipinse La morte di Nerone, Smirnov si basò principalmente sul libro di Renan L'Antéchrist (1873) e non su fonti antiche. Nell'elaborazione dell'immagine, l'artista abbandonò i numerosi dettagli quotidiani, che erano la norma per i suoi contemporanei, e si concentrò sull'epilogo del dramma. La composizione di grande formato, con la scena spostata sulla destra, era costruita principalmente su scorci e grandi piani di colore. La metafora della vita e della morte è «ritmicamente orchestrata» da una combinazione di movimento e riposo, dall'intersezione di linee orizzontali e verticali ad angoli diversi. I curatori della mostra del 1889 percepirono il dipinto come una versione «smisuratamente allargata» della trama dell'accademico occidentale Lawrence Alma-Tadema, che colpì il pubblico soprattutto «con la sua sanguinosa tragedia».
Secondo i contemporanei, l'ultimo dipinto di Smirnov, La visita mattutina dell'imperatrice di Bisanzio alle tombe dei suoi antenati, non era così spettacolare come il precedente, ma si distingueva per la sua sottile comprensione dello stile della vita e dell'epoca bizantina. Il ritmo compositivo del quadro non è pignolo e solenne. Mentre lavorava al dipinto, Smirnov si dedicò ai mosaici del VI secolo della basilica di San Vitale, di cui una trama leggermente modificata fu trasferita nel dipinto. L'ambientazione della scena è invece nel mausoleo di Galla Placidia.

## Opere e valutazioni
A causa della brevità della sua vita, le opere sopravvissute di Smirnov sono poche; la collezione più rappresentativa si trova nella collezione della Galleria Tret'jakov. Sei studi “pompeiani”, datati 1887-1889, arrivarono alla Galleria Tret'jakov solo nel 1985. A quanto pare, tra questi ci sono quelli menzionati nei cataloghi delle mostre di Smirnov. Anche il bozzetto per La visita mattutina dell'imperatrice di Bisanzio alle tombe dei suoi antenati nel 1935 fu trasferito alla collezione della Galleria Tret'jakov. Nella collezione del Museo di Stato russo rimasero solo due dipinti di Smirnov, poiché il quadro Il principe Michele di Černihiv fu trasferito a Mosca nel 1932 e due anni dopo, nel 1934, un suo schizzo fu acquistato sul mercato antiquario.
Nella bibliografia di riferimento, l'opera di Smirnov è considerata nel contesto generale dell'arte salottiera-accademica russa, insieme a Henryk Siemiradzki, Stefan Bakałowicz, Fëdor Andreevič Bronnikov e altri che lavorarono a Roma negli anni Ottanta dell'Ottocento ed erano strettamente legati tra loro a livello personale e artistico. Nella sua "Storia della pittura russa nel XIX secolo", Aleksandr Nikolaevič Benois definì Smirnov «arido» e lo classificò nel gruppo degli «epigoni dell'epigono» (cioè lo considerava un seguace di Siemiradzki, che a sua volta fu paragonato ad Alma-Tadema). Tuttavia, all’inizio del XXI secolo, le stime erano cambiate radicalmente. Pertanto, Nesterova ha osservato che nelle sue opere antiche Smirnov ha trovato la propria modalità di affrontare la soluzione dei problemi pittorici, diversa rispetto ai metodi di altri artisti del tempo. Ha ammesso che Smirnov «... si è rivelato un esponente di talento dell'epoca dello storicismo, la cui opera deve ancora essere pienamente apprezzata».